# Laser carduchorum
Laser carduchorum är en växtart i släktet Laser och familjen flockblommiga växter.
Arten är en perenn ört som förekommer i sydöstra Turkiet. Den beskrevs först som Laserpitium carduchorum av Ian Charleson Hedge och Jenifer M. Lamond 1971, och fick sitt nu gällande namn av Aneta Wojewódzka och Krzysztof Spalik 2016.